# Laurent Bernasconi
| 12580 Antonini      | 8 settembre 1999  |
| 13395 Deconihout    | 10 settembre 1999 |
| 13396 Midavaine     | 11 settembre 1999 |
| 23999 Rinner        | 9 settembre 1999  |
| 24000 Patrickdufour | 10 settembre 1999 |
| (36057) 1999 RC33   | 10 settembre 1999 |
| (70221) 1999 RZ44   | 11 settembre 1999 |
| (74629) 1999 RB45   | 11 settembre 1999 |

Laurent Bernasconi (...) è un astronomo francese.
Il Minor Planet Center gli accredita la scoperta di otto asteroidi, effettuate nel 1999.